# Dido abandonada (Jommelli)
Dido abandonada (título original en italiano, Didone abbandonata) es una ópera en tres actos del compositor italiano Niccolò Jommelli (Aversa, 1714 – Nápoles, 1774) con libreto de Pietro Metastasio, cuyo estreno tuvo lugar en el Teatro Argentina de Roma, el 28 de enero de 1747. Posteriormente se realizaron dos nuevas versiones de la obra, una segunda estrenada en el Burgtheater de Viena el 8 de diciembre de 1749 y una tercera estrenada en el Teatro Ducal de Stuttgart, el 11 de febrero de 1763.

## Antecedentes
El libreto de Didone abandonata fue escrito por Metastasio para que fuera utilizado por el compositor italiano Domenico Natale Sarro para componer una ópera homónima en tres actos, cuyo estreno tuvo lugar en el Teatro San Bartolomé de Nápoles, el 1 de febrero de 1724. Posteriormente a Sarro fueron más de 70 los compositores que crearon óperas sobre el mismo libreto, entre ellos Händel, Hasse, Paisiello o Päer, siendo el último Carl Gottlieb Reissiger cuya Dido se estrenó en Dresde justo 100 años después, en 1824.

## Libreto
Las fuentes a las que acudió Metastasio para escribir el libreto fueron La Eneida  y  Los Fastos  de los poetas romanos Virgilio y Ovidio respectivamente.

El libreto es el segundo de la producción de Metastasio, estando comprendido entre Siface, re di Numidia  (1723) y  Siroe, re di Persia (1726).

## Personajes
| Personaje                                       | Reparto del estreno de la primera versión (28 de enero de 1747) | Reparto del estreno de la segunda versión (8 de diciembre de 1749) | Reparto del estreno de la tercera versión (11 de febrero de 1763) |
| ----------------------------------------------- | --------------------------------------------------------------- | ------------------------------------------------------------------ | ----------------------------------------------------------------- |
| Dido, reina de Cartago y amante oculta de Eneas | Giuseppe Chiaramonte (castrato)                                 | Vittoria Tesi Tramontini (contralto)                               | Maria Masi-Giura (soprano)                                        |
| Eneas, héroe de Troya                           | Filippo Elisi (tenor)                                           | Gaetano Majorano (soprano castrato)                                | Giuseppe Aprile (soprano castrato)                                |
| Selene, hermana de Dido y amante de Eneas       | Giacomo Catilini (castrato)                                     | Colomba Mattei (soprano)                                           | Monica Bonanni (soprano)                                          |
| Jarba, rey moro bajo el nombre de Arbace        | Ottavio Albuzio (tenor)                                         | Anton Raaff (tenor)                                                | Arcangelo Cortoni (tenor)                                         |
| Araspe, confidente de Jarba y amante de Selene  | Pasquale Potenza (soprano castrato)                             | Francesca Barlocci                                                 | Pietro Santi (contralto castrato)                                 |
| Osmida, confidente de Dido                      | Carlo de Roberti                                                | Marianna Galeotti (soprano)                                        | Francesco Ciaccheri (soprano castrato)                            |

## Argumento

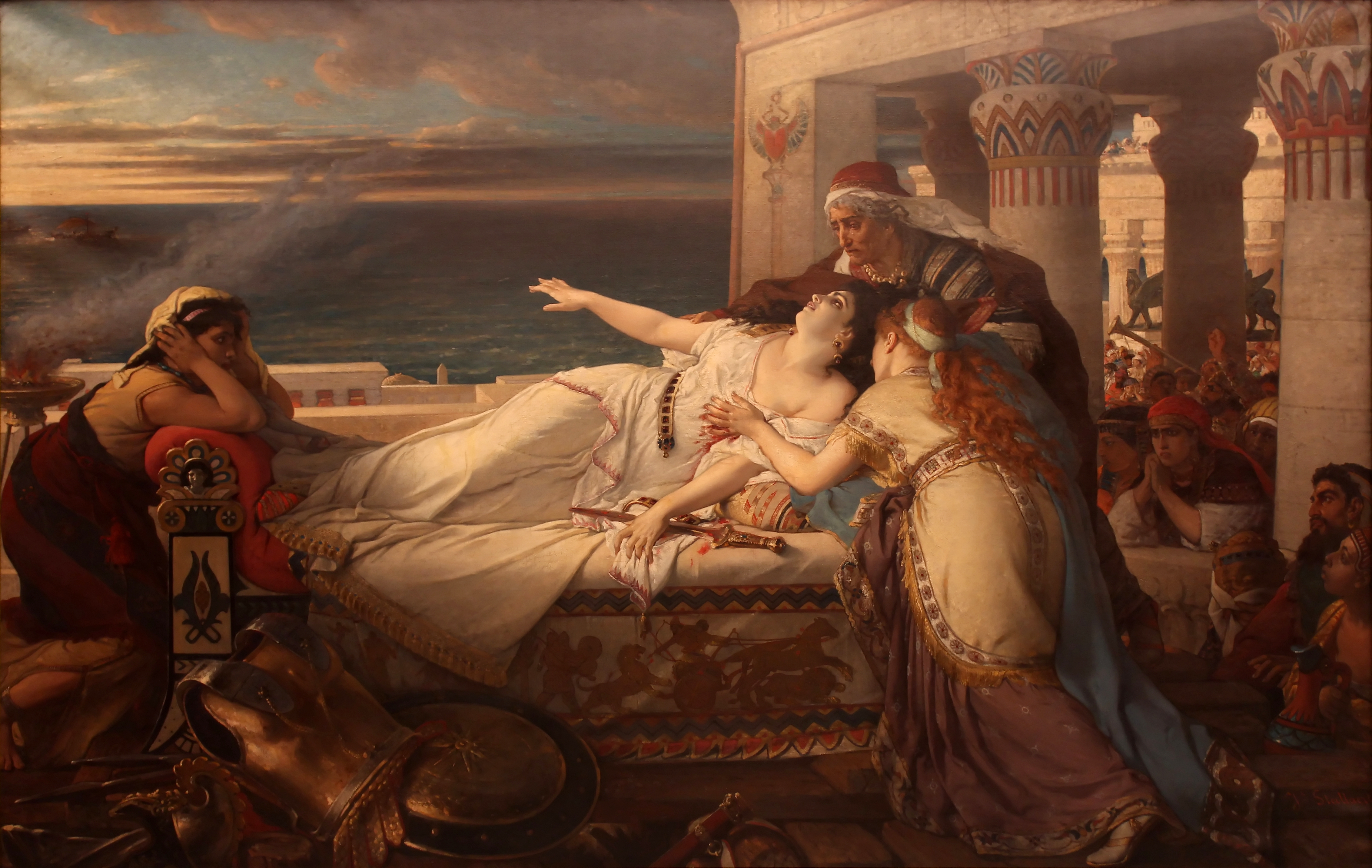
Joseph Stallaert - La muerte de Dido

La acción se desarrolla en Cartago. Dido, viuda de Siqueo, tras serle asesinado el marido por su hermano Pigmalión, rey de Tiro, huyó con inmensas riquezas a África donde, comprando suficiente territorio, fundó Cartago. Fue allí solicitada como esposa por muchos, particularmente por Jarbas, rey de los moros, rehusando siempre, pues decía querer guardar fidelidad a las cenizas del extinto cónyuge. 

Mientras tanto, el troyano Eneas, habiendo sido destruida su patria por los griegos, cuando se dirigía a Italia fue arrastrado por una tempestad hasta las orillas de África, siendo allí recogido y cuidado por Dido, la cual se enamoró de él ardientemente; pero mientras este se complacía y se demoraba en Cartago por el cariño de la misma, los dioses le ordenaron que abandonara aquel cielo y que continuara su camino hacia Italia donde le prometieron que habría de resurgir una nueva Troya. Él partió, y Dido, desesperadamente, después de haber intentado en vano retenerlo, se suicidó. 

Todo esto lo cuenta Virgilio, uniendo el tiempo de la fundación de Cartago a los errores de Eneas, en un bello anacronismo. 

Ovidio, en el tercer libro de sus Fastos, recoge que Jarbas se apoderó de Cartago tras la muerte de Dido, y que Ana, hermana de la misma, a la que llamaremos Selene, estaba ocultamente enamorada de Eneas. Por comodidad de la representación se finge que Jarbas, atraído por ver a Dido, se introduce en Cartago como embajador de sí mismo, bajo el nombre de Arbace. 

## Influencia
Metastasio tuvo gran influencia sobre los compositores de ópera desde principios del siglo XVIII a comienzos del siglo XIX. Los teatros de más renombre representaron en este período obras del ilustre italiano, y los compositores musicalizaron los libretos que el público esperaba ansioso. Didone abbandonata fue utilizada por más de 70 compositores para componer otras tantas óperas de las que casi ninguna de ellas ha sobrevivido al paso del tiempo.

## Versiones
Jomelli dedicó la primera versión de la obra al cardenal Alessandro Albani y fue estrenada con motivo de las fiestas del Carnaval de Roma de 1747. La segunda versión fue estrenada en Viena dos años después con motivo del cumpleaños del emperador Francisco I de Lorena. Su última versión fue concebida para homenajear, del mismo modo, al duque de Wurtemberg, Carlos Eugenio de Wurtemberg, por su 35º cumpleaños. 
Con la tercera versión de la obra se introdujeron bailes en la representación, probablemente ausentes en las versiones anteriores, ya que el libreto anuncia «El baile es invención del señor Giorgi Noverre», en contraposición al resto de informaciones que indican «de nueva invención», como es el caso de la música o el vestuario.

## Producciones[5][6][7]
En total se hicieron siete producciones de la obra, recogidas a continuación.
| Año        | Lugar y edificio        | Versión | Título                 | Género            | Representación   |
| ---------- | ----------------------- | ------- | ---------------------- | ----------------- | ---------------- |
| 28/01/1747 | Roma, Teatro Argentina  | Primera | Didone abbandonata     | Tragedia          | Estreno absoluto |
| 08/12/1749 | Viena, Burgtheater      | Segunda | La *Didone abbandonata | Dramma per musica | Estreno absoluto |
| 1751       | Stuttgart, Teatro Ducal | Segunda | La *Didone abbandonata | Dramma per musica | -                |
| 11/02/1763 | Stuttgart, Teatro Ducal | Tercera | La *Didone abbandonata | Dramma per musica | Estreno absoluto |
| 10/01/1777 | Stuttgart, Teatro Ducal | Tercera | La *Didone abbandonata | Dramma per musica | -                |
| 10/10/1780 | Stuttgart, Grand Teatro | Tercera | La *Didone abbandonata | Dramma per musica | -                |
| 1782       | Stuttgart, Teatro Ducal | Tercera | La *Didone abbandonata | Dramma per musica | -                |

## Otros responsables en las distintas producciones desde el estreno
| Producción (año y lugar)        | Vestuario                | Escenografía      | Coreografía    |
| ------------------------------- | ------------------------ | ----------------- | -------------- |
| 1747, Teatro Argentina          | Lazaro Grondoni Genovele | -                 | -              |
| 1763, Teatro Ducal de Sttutgart | Boquet                   | Innocente Colomba | Giorgi Noverre |